# Älgens Hus
Älgens Hus en älgfarm i Balsjö (Västernyliden) i Bjurholms kommun, Västerbottens län (Ångermanland), ungefär 70 kilometer från Umeå. Den drivs av Christer Johansson, före detta medlem i det svenska skidlandslaget.
Verksamheten inleddes 1996 med ett köp av ett antal älgkalvar från Kolmårdens och Junsele djurparker. På anläggningen finns en restaurang och en affär med älgost och andra älgprodukter.
Verksamheten har ungefär 25000 besökare per år och har därmed utvecklats till ett av länets större turistföretag.